# Elina Hirvonen

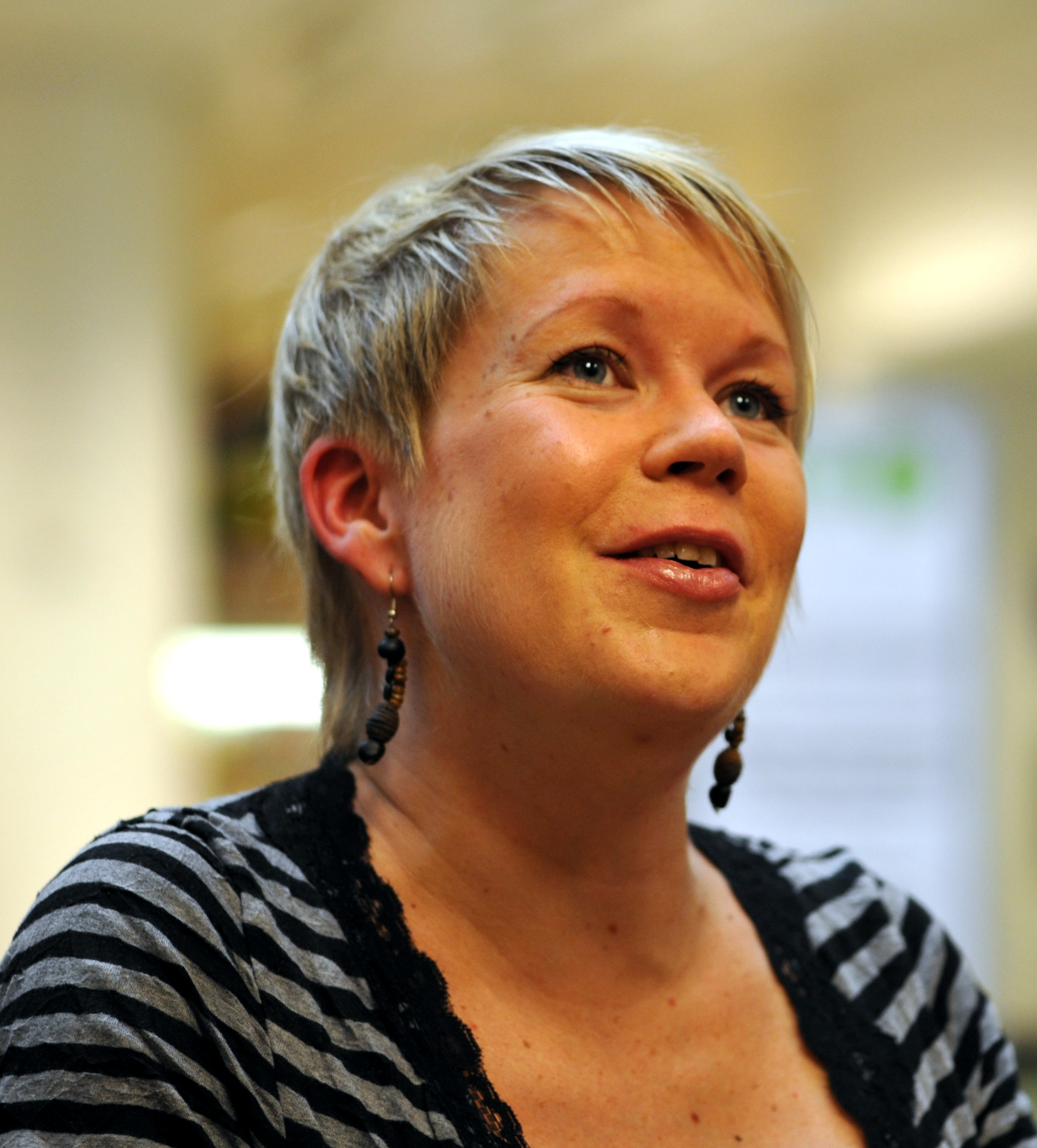
Elina Hirvonen (2010)

Elina Hirvonen (Helsinki, 1975) is een Finse schrijfster, journalist en documentairemaakster.
Hirvonen studeerde schrijven in Orivesi, algemene literatuurwetenschap aan de universiteit van Turku en documentaire maken aan de hogeschool voor kunst en design in Helsinki.
Hirvonens debuutroman Että hän muistaisi saman (Dat hij hetzelfde zou onthouden) (2005) werd genomineerd voor de Finlandiaprijs. Het boek werd in zeven talen vertaald, niet in het Nederlands. In 2010 werd de Kalevi Jäntti-prijs aan haar toegekend.
Voor haar documentaire Paratiisi - kolme matkaa tässä maailmassa (Paradijs - Drie reizen in deze wereld) over Afrikaanse emigranten kreeg ze in 2007 een prijs op het Artcic & Fabulous-festival (Arktisen upeeta -festivaalit) in Jyväskylä. Op het internationale documentaire filmfestival van Amsterdam (IDFA) van 2007 won ze met deze documentaire de allereerste IDFA Student Award.